# Logis du Roy (Vatteville-la-Rue)
Pour les articles homonymes, voir Logis du Roy.
Le logis du Roy appelé aussi maison de François Ier est un monument de Vatteville-la-Rue construit au XVIe siècle. L'édifice est inscrit comme monument historique depuis 1947.

## Localisation
Le monument est situé à La Rue à Vatteville-la-Rue dans le département français de la Seine-Maritime.

## Historique
Le monument est construit au XVIe siècle. 
Le roi François Ier serait venu à plusieurs reprises dans cette maison, lors de chasses organisées en forêt de Brotonne . 

## Protection
Les façades et les toitures de l'édifice sont inscrites à l'Inventaire Supplémentaire des Monuments Historiques (ISMH) par un arrêté du 29 août 1947.

## Architecture
L'édifice abritait un colombier en partie supérieure de la lucarne centrale et dispose de fleurs de lis sur les grilles extérieures des fenêtres ainsi qu'un blason aux armes de France en linteau de porte intérieure.